# Panské Dubenky
Panské Dubenky (en allemand : Herrndubenken) est une commune du district de Jihlava, dans la région de Vysočina, en République tchèque. Sa population s'élevait à 137 habitants en 2024.

## Géographie
Panské Dubenky se trouve à 5 km au sud-sud-est de Počátky, à 31 km au sud-ouest de Jihlava et à 113 km au sud-sud-est de Prague.

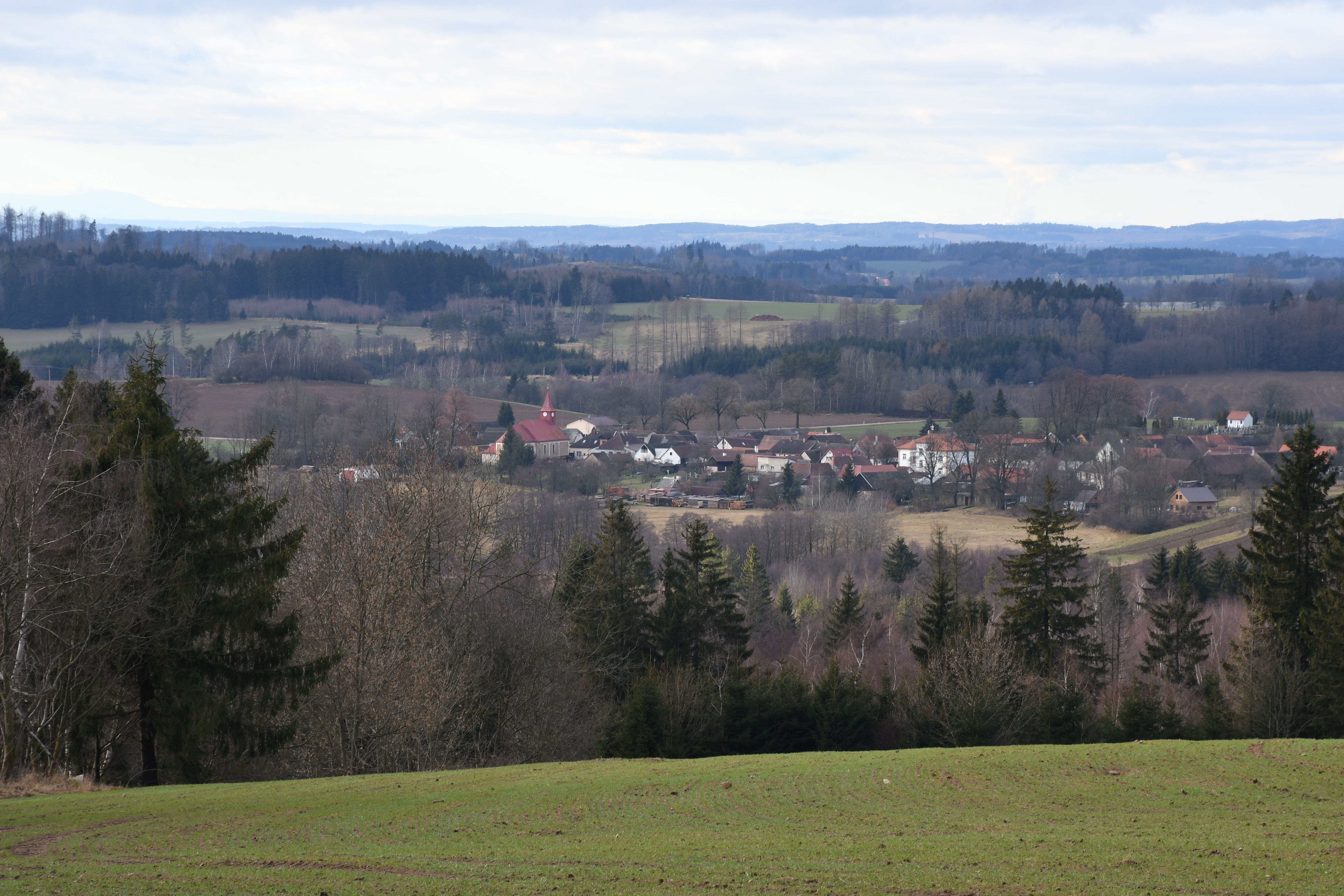
Panské-Dubenky : vue générale.

La commune est limitée par Počátky au nord-ouest, par Kaliště au nord-est, par Klatovec au sud, par Studená au sud, et par Zahrádky et Popelín à l'ouest.

## Histoire
La première mention écrite de la localité date de 1355.

## Transports
Par la route, Panské Dubenky se trouve à 5,5 km de Počátky, à 34,5 km de Jihlava et à 145 km de Prague.